# Könnyező szálkásgomba
A könnyező szálkásgomba (Lacrymaria lacrymabunda) a porhanyósgombafélék családjába tartozó, Eurázsiában és Észak-Amerikában honos, füves területeken, tisztásokon élő, nem mérgező gombafaj.

## Megjelenése
A könnyező szálkásgomba kalapja 3-8 cm széles, alakja fiatalon domború, később szélesen domború, szélesen harangszerű vagy majdnem lapos. Felülete száraz, szálas-nemezes, ami az idős gomba esetén lekophat. Széle fiatalon cakkos-csipkés. Színe szürkés-, okkeres- vagy fahéjbarna, nem higrofán (nedvesen nem sötétedik el jelentősen).
Húsa törékeny, fehéres vagy halványbarnás, sérülésre nem változik. Szaga és íze nem jellegzetes. 
Sűrű lemezei kissé tönkhöz nőttek vagy szabadok, a féllemez gyakori. Színük kezdetben sárgásbarna, élük halványabb-fehéres, a spórák érésével csokoládébarnák lesznek. Fiatalon a lemezek élén nedves időben feketés cseppek választódnak ki.
Tönkje 4-10 cm magas és 0,4-1 cm vastag. Alakja egyenletesen vastag, felülete szálas, esetleg majdnem kopasz. Gallérzónája a spórák érésekor feketés. Színe a gallérzóna fölött fehéres, alatta halványbarna. 
Spórapora sötétbarna, majdnem fekete. Spórája ellipszis vagy citrom formájú, közepesen rücskös, mérete 8–12 x 5–7 µm.

### Hasonló fajok
A fiatal gombát a mezei csiperkével vagy a fehér porhanyósgombával lehet összetéveszteni.

## Elterjedése és termőhelye
Eurázsiában és Észak-Amerikában honos. Magyarországon gyakori.
Útszéleken, erdei tisztásokon, parkokban, tápanyagban gazdag talajon található meg, sokszor seregesen. Áprilistól novemberig terem.
Nem mérgező, de gasztronómiai szempontból jelentéktelen gomba. 

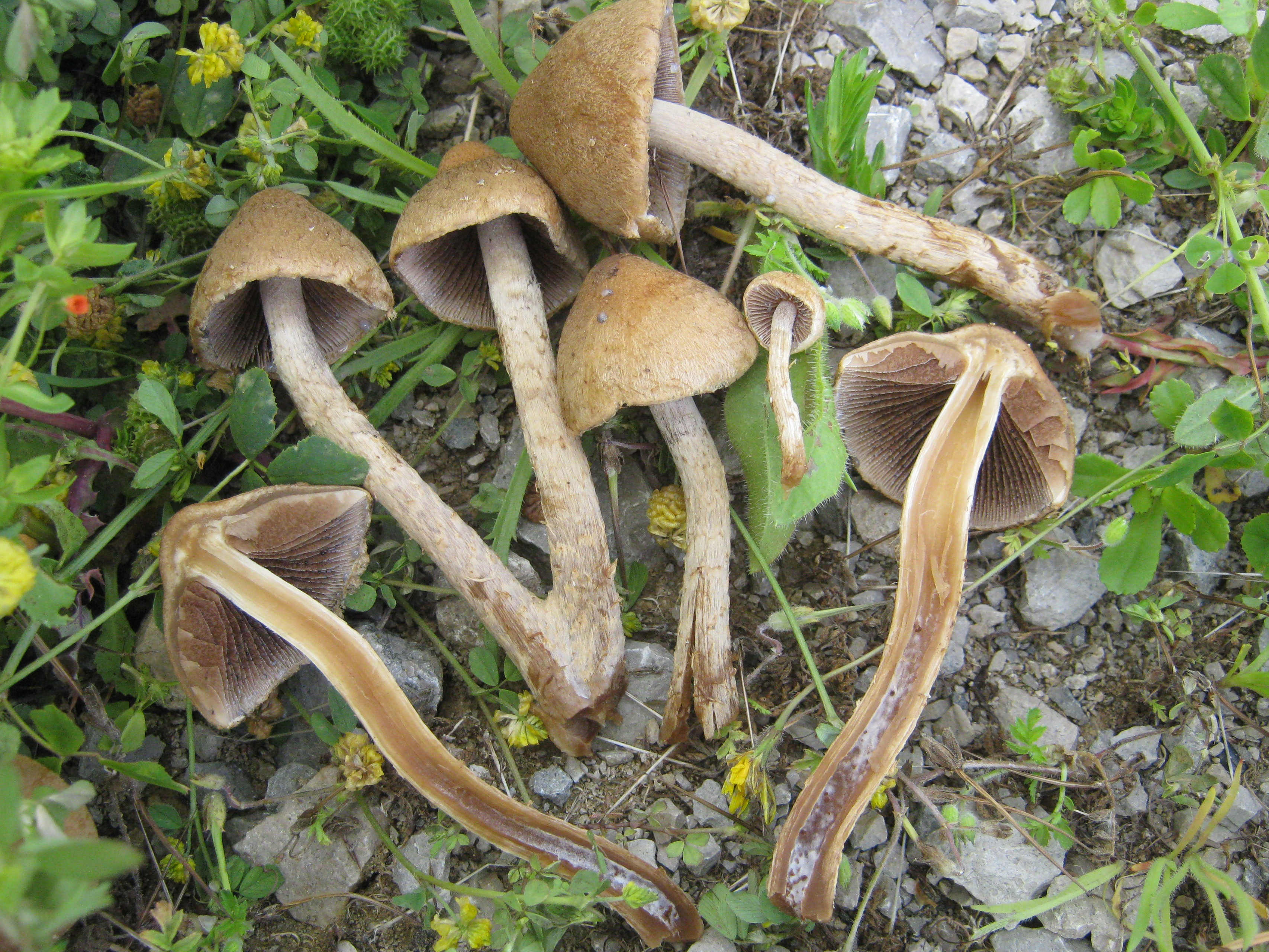
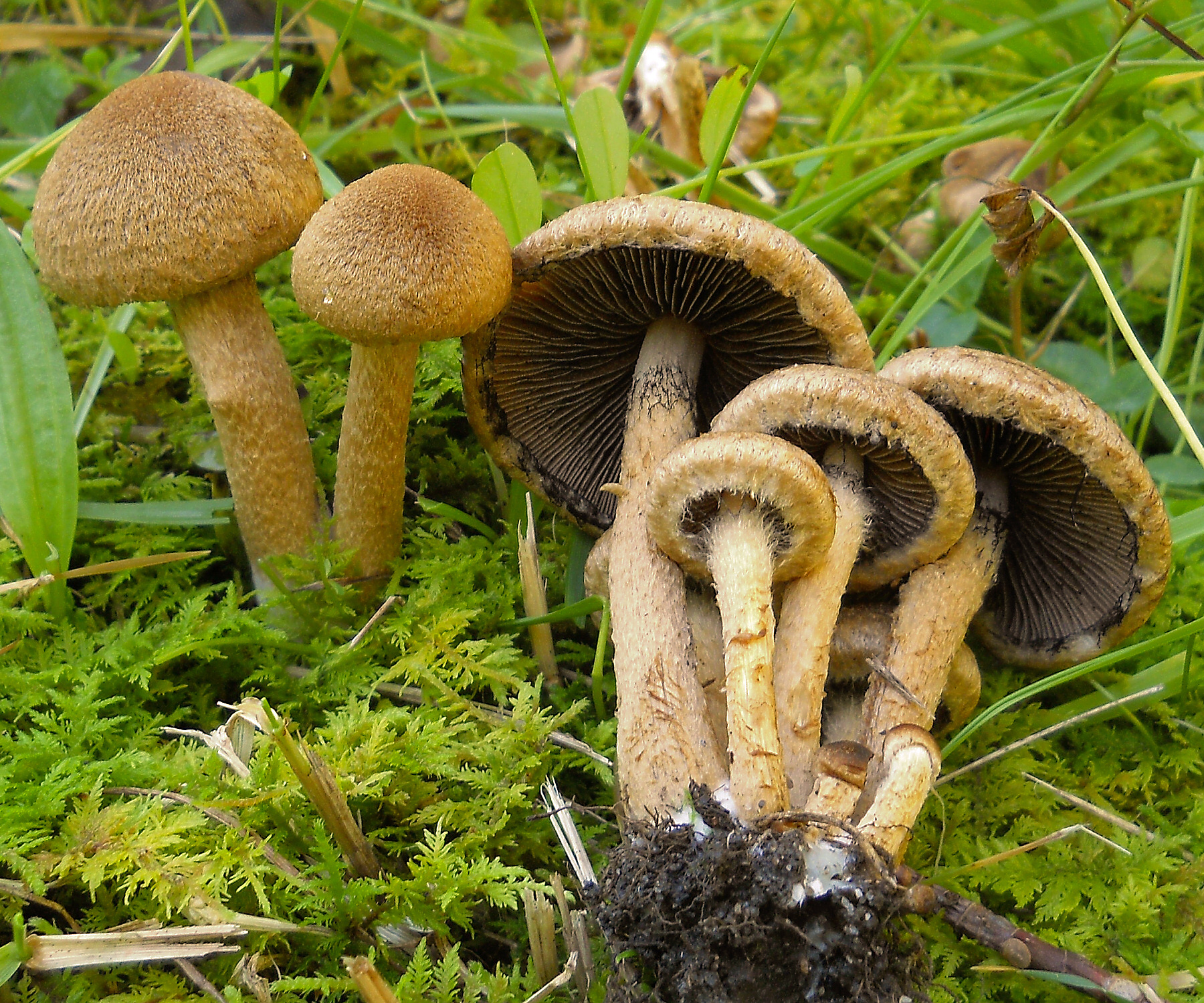
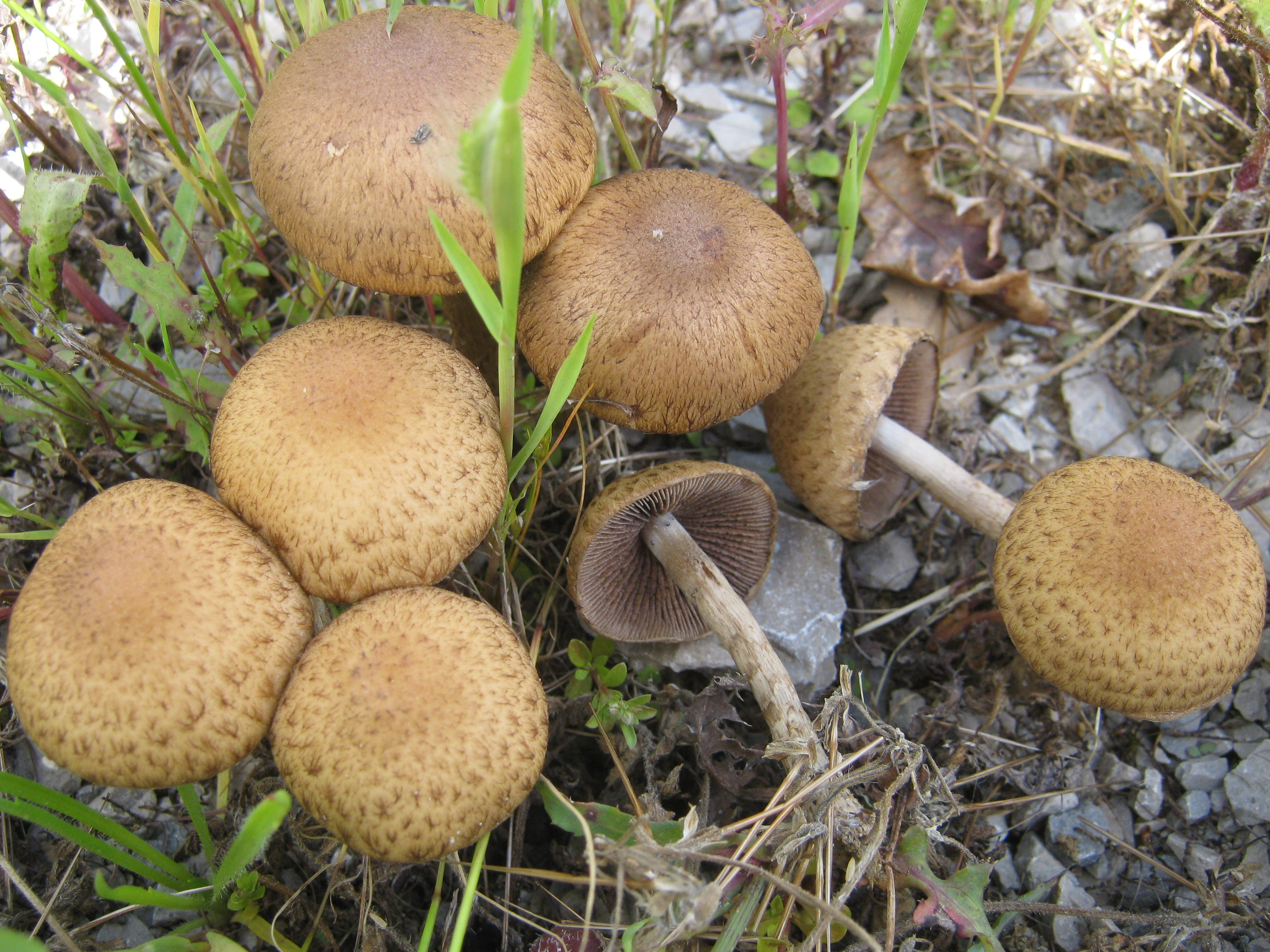
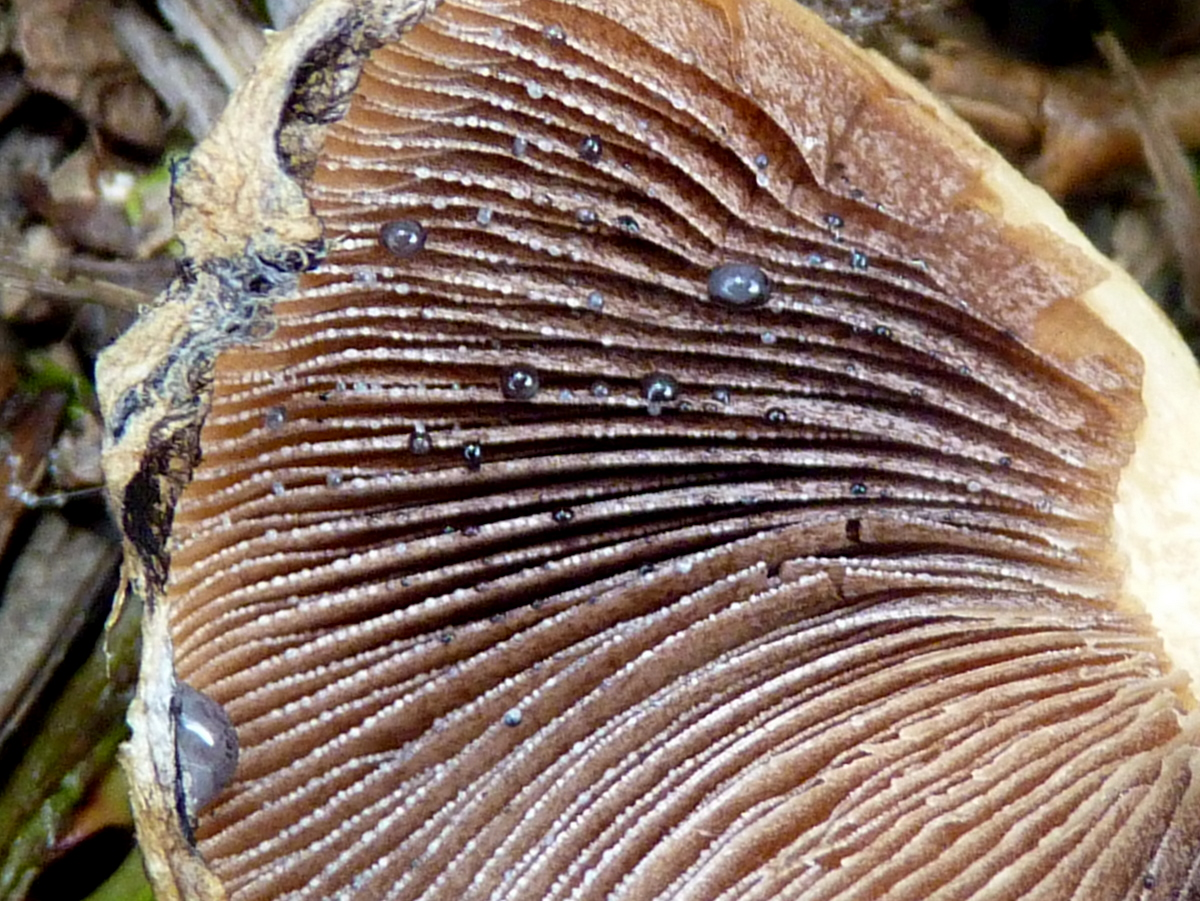
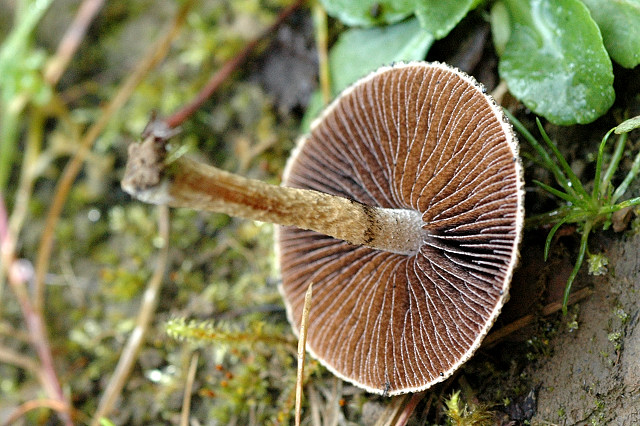